# Antonio María del Valle
Antonio María del Valle Angelín (Madrid, 20 de febrero de 1791 – ?, 15 de mayo de 1863) fue un militar, hacendista y político español.

## Biografía
En 1808 era segundo teniente combatiendo en la Guerra de la independencia. Permaneció en el Ejército hasta 1822, cesando al ser nombrado oficial octavo segunda en el Ministerio de la Guerra. Exiliado tras el fracaso del Trienio liberal por ser un furibundo liberal, al regresar –tras la muerte de Fernando VII– en la legislatura de 1836 fue elegido procurador en Cortes por la provincia de Cáceres, entrando en la Comisión de Hacienda. En 1837 fue nombrado intendente de Puerto Rico.
Ministro interino de Hacienda entre el 26 de mayo y el 17 de junio de 1842; en la legislatura de 1843 fue elegido senador por Cáceres. Casó con Inocencia Serrano que, al enviudar de él, en 1863, contrajo segundo matrimonio con el mecenas Enrique de Aguilera y Gamboa, marqués de Cerralbo.